# Mohavacris
Mohavacris is een geslacht van rechtvleugeligen uit de familie Tanaoceridae. De wetenschappelijke naam van dit geslacht is voor het eerst geldig gepubliceerd in 1948 door Rehn.

## Soorten
Het geslacht Mohavacris  is monotypisch en omvat slechts de volgende soort:
- Mohavacris timberlakei (Rehn, 1948)